# Oh! Era ora
Oh! Era ora è un album di Adriano Pappalardo, pubblicato per la Numero Uno nel settembre 1983.

## Descrizione
Alla realizzazione dell'album, come per il precedente, partecipò anche Lucio Battisti che, oltre a curare produzione e arrangiamenti, realizzò per Pappalardo anche alcuni demo, oggi non più reperibili.
Per i testi, Battisti decise di coinvolgere il poeta romano Pasquale Panella del quale ammirava le canzoni scritte insieme a Enzo Carella. Panella risulta accreditato sotto lo pseudonimo Vanera col quale si firmava in quel periodo. Dal 1986 il poeta avrebbe iniziato la collaborazione stabile con lo stesso Battisti, destinata a durare fino al 1994.

## Tracce
Testi di Vanera (Pasquale Panella); musiche di Adriano Pappalardo, eccetto dove indicato.
Lato A
1. Signorina – 3:58 (musica: Alvaro Guglielmi, Pappalardo)
2. Vanessa moda gaia – 6:05
3. Breve la vita felice – 4:30
4. Puoi toccarmi tutto a me – 4:09

Lato B
1. Caroline e l'uomo nero – 4:35
2. Questa storia – 4:43
3. Io chi è – 4:34
4. Oh! Era ora – 4:09

## Formazione
- Adriano Pappalardo – voce
- Lucio Battisti – chitarra, sintetizzatore, basso in Oh! Era ora
- Dario Massari – programmazione
- Fabio Pignatelli – basso
- Maurizio Guarini – tastiera
- Tony Cicco – percussioni in Puoi toccarmi tutto a me